# Chlamydophila psittaci
Chlamydophila psittaci — вид бактерій, внутрішньоклітинний паразит, який спричинює ендемічну пташину хламідофільну інфекцію, епізоотії якого також трапляються у ссавців, та орнітоз (пситтакоз) у людини. Chlamydophila psittaci передається між птахами або від птахів до ссавців повітряно-крапельним механізмом через дихальні шляхи, при контакті або споживанні зараженої їжі. Хвороба у всіх тварин починається з симптомів, що нагадують грип, та швидко переходить у пневмонію, небезпечну для життя. Багато штамів знаходяться в організмі птахів у сплячому вигляді (персистенція) та можуть бути активовані стресом, в результаті птахи є активним вектором для збудника захворювання, через те, що птахи є дуже рухомими, широко розповсюдженими та мають контакт з іншими видами тварин.

## Класифікація
Chlamydophila psittaci раніше класифікували як Chlamydia psittaci, так саме як і кілька інших, характерних інфекцій для ссавців, збудники яких в подальшому були класифіковані як, зокрема Chlamydophila abortus, Chlamydophila felis і Chlamydophila caviae. Нині родина Chlamydiaceae поділені на 2 роди: Chlamydia і Chlamydophila (Cp.). До роду Chlamydophila відносять Ср. psittaci, Cр. pecorum, Cр. pneumoniae, Ср. abortus, Cp. felis, Cp. caviae.

## Культуральні та морфологічні особливості
Має сферичну форму, містить ДНК і РНК. За Грамом забарвлюється погано, застосовують фарбування за Романовським—Гімзою — забарвлюється фіолетово. Cр. psittaci є внутрішньоклітинним паразитом, має 8 сероварів, розмножується лише в живих клітинах. Культивують збудник орнітозу в культурах клітин, курячих ембріонах, в організмі лабораторних тварин (білі миші). Збудник орнітозу відносно стійкий в зовнішньому середовищі, добре переносить дію низьких температур, проте, швидко інактивується під дією високих температур і дезінфектантів.

## Особливості ураження, яке спричинюєCр. psittaci
Інфекція Cр. psittaci може проявлятися по-різному в організмі птахів, зокрема без зовнішніх проявів (субклінічний перебіг) взагалі або у вигляді гострого або хронічного захворювання з періодичним линянням. Ця бактерія уражає епітеліальні клітини слизової оболонки та макрофаги дихальної системи. Згодом розвивається своєрідний сепсис, а бактерія локалізується в епітеліальних клітинах та макрофагах більшості органів, кон'юнктиві та травному тракті, часто потрапляє всередину яєць. У випадку персистенції бактерії, стрес часто приводить до розвитку маніфестної хвороби, що зазвичай приводить до смерті птаха.

### Особливості уражень, які спричинюють різні серовариCр. psittaci
Різні штами Cр. psittaci подібні один до одного за вірулентністю, належать до 8 відомих сероварів, а їх гени 16S рРНК відрізняються не більш ніж на 0,8 %. Всі вони здатні передаватися до людини. Багато штамів Cр. psittaci можуть заражатися бактеріофагами.
Cр. psittaci серовару A ендемічний серед папугоподібних птахів (звідти назва бактерії — від лат. psittacinus — «папуга») та спричинює спорадичні інфекції людини, інших ссавців та черепах. Серовар B ендемічний серед голубоподібних, може заражати й інших птахів (зокрема був виділений з індички) та ссавців, зумовлює аборти у великої рогатої худоби). Серовари C і D знайдені у різних видів птахів та є відповідальними за професійну інфекцію робітників боєнь та пташиних ферм. Серовар E (зокрема ізоляти Cal-10, MP і MN) був отриманий від дуже великого числа видів птахів по всьому світу, хоча первинний резервуар не було ідентифіковано, незважаючи на епідемію серед людей в 1920—1930-тих роках. Серовари M56 і WC були ізольовані під час епідемій серед людей.